# Мир у Равалпиндију
Мир у Равалпиндију или Англо-авганистански уговор потписан је 8. августа 1919. године у Равалпиндију (данашњи Пакистан) између Уједињеног Краљевства и Авганистана након завршетка Трећег англо-авганистанског рата. Овим миром је Уједињено Краљевство признало независност Авганистана и одрекло се тенденција у том делу Азије.